# José Muguerza
José Muguerza Antinúa (Eibar, 1911. szeptember 15. – Donostia-San Sebastián, 1984. október 23.) spanyol labdarúgó-fedezet.